# Arturo Molina Gutiérrez
Arturo Molina Gutiérrez es un científico, investigador, y académico mexicano.

## Biografía
Arturo Molina nació en Oaxaca de Juárez, Oaxaca en 1964, es hijo del Dr. Arturo Molina Sosa. Es Ingeniero en Sistemas Computacionales y cuenta con una maestría en Ciencias de la Computación por el Tec de Monterrey, Campus Monterrey. Es doctor en Mecánica por la Universidad de Tecnología y Economía de Budapest y doctor en Sistemas de Manufactura (Ingeniería de Producción) por la Universidad de Loughborough (Inglaterra). Fue fundador y director del Instituto de Materiales Avanzados para la Manufactura Sustentable del Tecnológico de Monterrey. Actualmente es CTO (Chief Technology Officer de la empresa IECOS (www.iecos.com).

## Academia
Arturo Molina es profesor del Doctorado en Ciencias de Ingeniería del Instituto Tecnológico y de Estudios Superiores de Monterrey. Fue profesor invitado e investigador en ingeniería mecánica en la Universidad de California, Berkeley, patrocinado por la UC MEXUS CONACYT 2003 a 2004. Desde 2013 mantiene un curso dentro de la plataforma Coursera donde imparte la materia de Desarrollo rápido de productos innovadores para mercados emergentes; desde ahí y a lo largo de los años, ha contribuido a la formación de más de 55,000 alumnos de más de 118 países distintos.,

## Líneas de investigación científica
Sus áreas de investigación incluyen ingeniería concurrente, ingeniería de ciclo de vida, modelos de información para diseño y fabricación, tecnologías digitales para el diseño y fabricación de materiales, productos, procesos de fabricación, sistemas de fabricación y cadenas de suministro.
La contribución científica del Dr. Arturo Molina Gutiérrez como Profesor Investigador en el Tecnológico de Monterrey le ha permitido ser incluido en la lista del 2% de los Mejores Científicos del Mundo por la Universidad de Stanford. Esta producción incluye 368 publicaciones, que han recibido 3.705 citas (sin autocitas), Google scholar registra 11,353;  de 2013 a 2024 su FWCI es de 1,71, índice H 33. El Dr. Molina ha sido muy activo publicando 19 libros en las prestigiosas editoriales Springer, CRC press, Kluwer Academic Press.  También ha desarrollado tecnología y ha logrado obtener 4 patentes en México con la transferencia de una micromáquina multifuncional a diversas instituciones educativas en México y Costa Rica. Ha dirigido 73 tesis de maestría y 13 tesis doctorales en el Tecnológico de Monterrey, Campus Monterrey y Campus Ciudad de México.

## Contribuciones Científicas
1. Redes Colaborativas e innovación tecnológica

Ha desarrollado modelos de redes colaborativas aplicadas a la manufactura y la co-innovación, con apoyo de IBM, el Banco Interamericano de Desarrollo y la Unión Europea (FP7). Estos modelos han permitido crear una empresa de base científico-tecnológica IECOS y la publicación de 3 artículos muy relevantes y con un alto número de citas:
a. "Collaborative networked organizations – Concepts and practice in manufacturing enterprises"
Google scholar: 725 citas - WoS: 312 citas - SCOPUS: 416 citas
b. "Collaborative networked organisations and customer communities: value co-creation and co-innovation in the networking era"
Google scholar: 675 citas - WoS: 252 citas - SCOPUS: 340 citas
c. "A tenant-based resource allocation model for scaling Software-as-a-Service applications over cloud computing infrastructures, Future Generation Computer Systems"
Google scholar: 352 citas - WoS: 98 citas - SCOPUS: 127 citas
2. Sistemas inteligentes y sostenibles (3S y 5S)
Propuso el concepto de Sistemas 3S (Sensing, Smart and Sustainable), posteriormente ampliado a 5S (añadiendo Social y Safe), aplicado a proyectos de sostenibilidad energética como el "Laboratorio Binacional" financiado por CONACYT-SENER. Este enfoque ha producido artículos académicos de alto impacto dos libros publicados por Springer y nuevas aplicaciones en agricultura (Parcelas 5.0) y manufactura sostenible. 
3. Innovación educativa y patentes
Ha liderado el desarrollo de modelos educativos basados en laboratorios de innovación abierta y aprendizaje activo, así como de una micromaquina educativa reconfigurable. Estas iniciativas han sido adoptadas por instituciones como CONALEP, UNAM y el Tecnológico de Monterrey, siendo reconocidas con premios QS imagine en 2018 y 2021. Además, es coinventor de dos patentes en tecnología de micromaquinas y control numérico. 
4. Producción académica y formación de talento
Cuenta con una amplia trayectoria en la formación de estudiantes de posgrado (maestría y doctorado) y ha contribuido con numerosas publicaciones científicas en ingeniería avanzada y educación 4.0.

## Consultoría
El Dr. Molina ha trabajado como consultor para el Banco Mundial y el Banco Interamericano de Desarrollo.  Fue miembro del Grupo de Trabajo de las Naciones Unidas sobre Tecnologías de la Información y las Comunicaciones y forma parte de la IFAC (International Federation of Automatic Control) e IFIP (International Federation of Information Processing). Molina también ha sido miembro de los consejos editoriales de Annals of Review of Control, International Journal of Sustainable Engineering, Food and Energy Security y International Journal of Computer Integrated Manufacturing.  En 2012, fue ponente en el Senado de la República, donde presentó temas relacionados con la Reforma Energética (México).  De 2014 a 2018 formó parte del Consejo de Desarrollo Energético de Nuevo León [4] y fue miembro de la Junta Directiva del Instituto Nacional de Electricidad y Energía Limpias (2016-2019).

## Ámbito empresarial
Ha fundado tres empresas de base tecnológica: IECOS- Ingeniería de Integración y Sistemas Constructivos (www.iecos.com) en la que ocupa el cargo de CTO (Chief Technology Officer), SMES- Soluciones para Sistemas Empresariales de Fabricación y ALBIOMAR (www.albiomar.com).

## Reconocimientos
El trabajo de Molina ha sido reconocido con afiliación nivel II en el Sistema Nacional de Investigadores. Una selección de premios incluye:
- Premio Insignia Rómulo Garza 2023 a la trayectoria investigadora, Xignux y Tecnológico de Monterrey.
- 2020 PRO-VE 2020 -21.º IFIP / SOCOLNET, Premio al Mejor Documento Certificado por el trabajo: Redes Colaborativas para Permitir la Innovación y el Emprendimiento a través de Centros de Innovación Abierta: El Centro de Aprendizaje de Emprendimiento de la Ciudad de México; coautores Jhonattan Miranda, José Bernardo Rosas-Fernández y Arturo Molina.
- 2021, QS Reimagine Education Nurturing Employability Gold Award for Education 4.0 Platform para fomentar las innovaciones y el emprendimiento para todos.
- Premio 2018, QS Reimagine Education Nurturing Empleloyability, Premio Golda, Premio de la Categoría Principal (Los QS-Wharton Reimagine Education Awards celebran y recompensan las innovaciones educativas más exitosas del mundo que mejoran los resultados de aprendizaje y la empleabilidad de los estudiantes).
- Premio 2018, QS Reimagine Education Nurturing Employability, Premio Silve, (Los premios QS-Wharton Reimagine Education Awards celebran y recompensan las innovaciones educativas más exitosas del mundo que mejoran los resultados de aprendizaje y la empleabilidad de los estudiantes).
- 2017, Premio al Mejor artículo, ICHE 2017: 19.ª Conferencia Internacional sobre Educación Superior, Londres, Reino Unido por el artículo "Laboratorio de Innovación Abierta para la Realización Rápida de Productos Sensados, Inteligentes y Sostenibles (Productos S3) para la Educación Superior".
- 2014, Premio Rómulo Garza, con el Reconocimiento a Artículos Científicos en Revistas Indexadas de Alto Factor de Impacto, con el texto "Organizaciones colaborativas en red – Conceptos y práctica en empresas manufactureras" en coautoría con Nathalíe María Galeano Sánchez.
- En 2012, fui condecorado por el Gobierno de Hungría con el "Premio de la Orden del Mérito de la República de Hungría" por contribuciones a la relación en ciencia, tecnología e innovación entre los países de Hungría y México.
- 2011, Premio al Servicio Sobresaliente de la IFAC, importantes posiciones de liderazgo en la IFAC
- 2004, Premio Beca IBM Sur por su investigación Pyme Creativa.
- 1999, Premio Rómulo Garza, en la categoría de publicaciones.
- 1999, Premio ARIS, por sus investigaciones en el área de Business Modeling.[6]

## Afiliaciones
- Académico de la Academia Mexicana de Ciencias
- Académico de la Academia Mexicana de Ingeniería
- Académico de la Academia Mexicana de Computación
- Miembro de la International Federation of Information Processing
- Miembro de la International Federation of Automatic Control
- Miembro del Working Group on Enterprise Integration Architectures
- Miembro del Working Group on Cooperation Infrastructure for Virtual Enterprise and Electronic Business.
- Miembro del Comité Editorial de la revista: International Journal of Computer Integrated Manufacturing.
- Miembro del Comité Editorial de la revista: International Journal of Sustainable Engineering
- Miembro del Comité Editorial de la revista: Food and Energy Security, Open Access
- Chair de International Federation for Information Processing (IFIP) WG 5.12 Architectures for Enterprise Integration (https://sites.google.com/itesm.mx/ifipwg512/home).
- Chair del IFAC TC 5.3 Integration and Interoperability of Enterprise Systems (2003-2008): https://tc.ifac-control.org/5/3).
- Chair of Researcher Leader Group Engagement de Universitas 21 (U21) – (2019 – 2022)
- Co-Chair en el Grupo Climate Change Global Challenge  del Worldwide Universities Network – 2020 – 2022.[5][7]

## Publicaciones arbitradas con más citas (2019-2024)
| N° | Article | Number of Citations |
| 1  | Jhonattan Miranda, Christelle Navarrete, Julieta Noguez, José-Martin Molina-Espinosa, María-Soledad Ramírez-Montoya, Sergio A. Navarro-Tuch, Martín-Rogelio Bustamante-Bello, José-Bernardo Rosas-Fernández, Arturo Molina, The core components of education 4.0 in higher education: Three case studies in engineering education, Computers & Electrical Engineering, Volume 93, 2021, 107278, ISSN 0045-7906, https://doi.org/10.1016/j.compeleceng.2021.107278. (https://www.sciencedirect.com/science/article/pii/S0045790621002603) | 662                 |
| 2  | Jhonattan Miranda, Pedro Ponce, Arturo Molina, Paul Wright, Sensing, smart and sustainable technologies for Agri-Food 4.0, Computers in Industry, Volume 108, 2019, Pages 21-36, ISSN 0166-3615, https://doi.org/10.1016/j.compind.2019.02.002. (https://www.sciencedirect.com/science/article/pii/S0166361518305517) | 344                 |
| 3  | Miranda, J., Pérez-Rodríguez, R., Borja, V., Wright, P. K., & Molina, A. (2017). Sensing, smart and sustainable product development (S3 product) reference framework. International Journal of Production Research, 57(14), 4391–4412. https://doi.org/10.1080/00207543.2017.1401237 ( https://www.tandfonline.com/doi/full/10.1080/00207543.2017.1401237) | 118                 |
| 4  | Pedro Ponce, Alan Meier, Juana Isabel Méndez, Therese Peffer, Arturo Molina, Omar Mata, Tailored gamification and serious game framework based on fuzzy logic for saving energy in connected thermostats, Journal of Cleaner Production, Volume 262, 2020, 121167, ISSN 0959-6526, https://doi.org/10.1016/j.jclepro.2020.121167. (https://www.sciencedirect.com/science/article/pii/S0959652620312142) | 92                  |
| 5  | Juliana Montoya, Jorge Medina, Arturo Molina, Janet Gutiérrez, Blanca Rodríguez, Rodrigo Marín, Impact of viscoelastic and structural properties from starch-mango and starch-arabinoxylans hydrocolloids in 3D food printing, Additive Manufacturing, Volume 39, 2021, 101891, ISSN 2214-8604, https://doi.org/10.1016/j.addma.2021.101891. (https://www.sciencedirect.com/science/article/pii/S2214860421000567) | 92                  |
| 6  | Pedro Ponce, Alan Meier, Juana Isabel Méndez, Therese Peffer, Arturo Molina, Omar Mata, Tailored gamification and serious game framework based on fuzzy logic for saving energy in connected thermostats, Journal of Cleaner Production, Volume 262, 2020, 121167, ISSN 0959-6526, https://doi.org/10.1016/j.jclepro.2020.121167. (https://www.sciencedirect.com/science/article/pii/S0959652620312142) | 70                  |
| 7  | Martinez EM, Ponce P, Macias I, Molina A. Automation Pyramid as Constructor for a Complete Digital Twin, Case Study: A Didactic Manufacturing System. Sensors. 2021; 21(14):4656. https://doi.org/10.3390/s21144656 (https://www.mdpi.com/1424-8220/21/14/4656) | 70                  |
| 8  | López-Bernal D, Balderas D, Ponce P and Molina A. A State-of-the-Art Review of EEG-Based Imagined Speech Decoding, 2022 , Front. Hum. Neurosci. , 25 April 2022, Sec. Brain-Computer Interfaces, Volume 16 – 2022 https://doi.org/10.3389/fnhum.2022.867281 (https://www.frontiersin.org/journals/human-neuroscience/articles/10.3389/fnhum.2022.867281/full ) | 66                  |
| 9  | López HA, Ponce P, Molina A, Ramírez-Montoya MS, Lopez-Caudana E. Design Framework Based on TEC21 Educational Model and Education 4.0 Implemented in a Capstone Project: A Case Study of an Electric Vehicle Suspension System. Sustainability. 2021; 13(11):5768. https://doi.org/10.3390/su13115768 (https://www.mdpi.com/2071-1050/13/11/5768) | 63                  |
| 10 | J. Miranda, C. S. López, S. Navarro, M. R. Bustamante, J. M. Molina and A. Molina, Open Innovation Laboratories as Enabling Resources to Reach the Vision of Education 4.0," 2019 IEEE International Conference on Engineering, Technology and Innovation (ICE/ITMC), Valbonne Sophia-Antipolis, France, 2019, pp. 1-7, d https://doi.org/10.1109/ICE.2019.8792595 https://ieeexplore.ieee.org/abstract/document/8792595) | 63                  |

## Publicaciones arbitradas con más citas (históricas)
| N° | Article | # Citations |
| 1  | Luis M. Camarinha-Matos, Hamideh Afsarmanesh, Nathalie Galeano, Arturo Molina, Collaborative networked organizations – Concepts and practice in manufacturing enterprises, Computers & Industrial Engineering, Volume 57, Issue 1, 2009, Pages 46-60, ISSN 0360-8352, https://doi.org/10.1016/j.cie.2008.11.024 (https://www.sciencedirect.com/science/article/pii/S036083520800301X) | 808         |
| 2  | Romero, D., & Molina, A. (2011). Collaborative networked organisations and customer communities: value co-creation and co-innovation in the networking era. Production Planning & Control, 22(5–6), 447–472. https://doi.org/10.1080/09537287.2010.536619 https://www.tandfonline.com/doi/full/10.1080/09537287.2010.536619 | 777         |
| 3  | Jhonattan Miranda, Christelle Navarrete, Julieta Noguez, José-Martin Molina-Espinosa, María-Soledad Ramírez-Montoya, Sergio A. Navarro-Tuch, Martín-Rogelio Bustamante-Bello, José-Bernardo Rosas-Fernández, Arturo Molina, The core components of education 4.0 in higher education: Three case studies in engineering education, Computers & Electrical Engineering, Volume 93, 2021, 107278, ISSN 0045-7906, https://doi.org/10.1016/j.compeleceng.2021.107278 . (https://www.sciencedirect.com/science/article/pii/S0045790621002603) | 673         |
| 4  | Hervé Panetto, Arturo Molina, Enterprise integration and interoperability in manufacturing systems: Trends and issues, Computers in Industry, Volume 59, Issue 7, 2008, Pages 641-646, ISSN 0166-3615, https://doi.org/10.1016/j.compind.2007.12.010 (https://www.sciencedirect.com/science/article/pii/S0166361508000353) | 382         |
| 5  | Javier Espadas, Arturo Molina, Guillermo Jiménez, Martín Molina, Raúl Ramírez, David Concha, A tenant-based resource allocation model for scaling Software-as-a-Service applications over cloud computing infrastructures, Future Generation Computer Systems, Volume 29, Issue 1, 2013, Pages 273-286, ISSN 0167-739X, https://doi.org/10.1016/j.future.2011.10.013 (https://www.sciencedirect.com/science/article/pii/S0167739X1100210X)                                                                                                | 379         |
| 6  | Jhonattan Miranda, Pedro Ponce, Arturo Molina, Paul Wright, Sensing, smart and sustainable technologies for Agri-Food 4.0, Computers in Industry, Volume 108, 2019, Pages 21-36, ISSN 0166-3615, https://doi.org/10.1016/j.compind.2019.02.002 (https://www.sciencedirect.com/science/article/pii/S0166361518305517) | 344         |
| 7  | Georg Weichhart, Arturo Molina, David Chen, Lawrence E. Whitman, François Vernadat, Challenges and current developments for Sensing, Smart and Sustainable Enterprise Systems, Computers in Industry, Volume 79, 2016, Pages 34-46, ISSN 0166-3615, https://doi.org/10.1016/j.compind.2015.07.002 (https://www.sciencedirect.com/science/article/pii/S0166361515300208) | 192         |
| 8  | Molina, A., Rodriguez, C. A., Ahuett, H., Cortés, J. A., Ramírez, M., Jiménez, G., & Martinez, S. (2005). Next-generation manufacturing systems: key research issues in developing and integrating reconfigurable and intelligent machines. International Journal of Computer Integrated Manufacturing, 18(7), 525–536. https://doi.org/10.1080/09511920500069622 https://www.tandfonline.com/doi/abs/10.1080/09511920500069622 | 182         |
| 9  | S.Y. Nof, G. Morel, L. Monostori, A. Molina, F. Filip, From plant and logistics control to multi-enterprise collaboration, Annual Reviews in Control, Volume 30, Issue 1, 2006, Pages 55-68, ISSN 1367-5788, https://doi.org/10.1016/j.arcontrol.2006.01.005 (https://www.sciencedirect.com/science/article/pii/S136757880600006X) | 133         |
| 10 | Molina, A., Al-Ashaab, A.H., Ellis, T.I.A. et al. A review of computer-aided Simultaneous Engineering systems. Research in Engineering Design, 7, 38–63 (1995). https://doi.org/10.1007/BF01681911 https://link.springer.com/article/10.1007/BF01681911 | 122         |